# Europese weg 606
De Europese weg 606 of E606 is een Europese weg die loopt van Angoulême in Frankrijk naar Bordeaux in Frankrijk.

## Algemeen
De Europese weg 606 is een Klasse B-verbindingsweg en verbindt het Franse Angoulême met het Franse Bordeaux en komt hiermee op een afstand van ongeveer 129 kilometer. De route is door de UNECE als volgt vastgelegd: Angoulême - Bordeaux.

## Nationale wegnummers
De E606 loopt over de volgende nationale wegnummers:
| Nummer    | Tracé                |
| Frankrijk | Frankrijk            |
| --------- | -------------------- |
|           | Angoulême - Bordeaux |